# Acanthodelta indicabilis
Acanthodelta indicabilis är en fjärilsart som beskrevs av Walker 1858. Acanthodelta indicabilis ingår i släktet Acanthodelta och familjen nattflyn. Inga underarter finns listade i Catalogue of Life.